# أحمد محمد علي (لاعب كرة قدم بحريني)
أحمد محمد علي (مواليد 1993) لاعب كرة قدم بحريني يلعب حاليا لصالح نادي الدرجة الأولى الرفاع البحريني في خط الدفاع من 2016.